# I Know You (canción de Skylar Grey)
"I Know You" es una canción de la cantante  y compositora estadounidense Skylar Grey para la banda sonora de la película Fifty Shades of Grey (2015) La canción fue escrita por Grey y el productor canadiense Stephan Moccio además fue coproducido por Moccio y Dan Heath. Fue puesto a la venta como el segundo sencillo promocional el tres de febrero, junto con su vídeo lírico. Un vídeo musical para la canción también fue liberado.

## Recepción de la crítica
"I Know You" recibió la aclamación de los críticos de música. Bianca Gracie de Idolator llamó a la canción "como una hermosa balada con cuerdas altas y percusión lujosa". Carolyn Menyes de Music Times  llamó describió la canción emocionalmente como "una balada de piano a medio tiempo con un ritmo pulsante, letras y goteo anhelantes, además de altas voces ". Hayley Spencer de InStyle escribió" [la canción] es una balada de piano inquietante acerca de convencer a su amante a dejar atrás el pasado y a comprometerse ". Nolan Feeney de la revista Time cataloga la canción como una balada  "de mal humor, aunque algo menos deprimente", diciendo que las letras de las canciones se parecen en algunas cosas a Anastasia Steele (Dakota Johnson) probablemente susurra con nostalgia a Christian Grey (Jamie Dornan) cuando no están explorando sus partes sexuales.
Eliza Thompson de la revista Cosmopolitan describió la canción como "una balada lenta, con base de piano en convencer a su amante a dejar de lado su pasado y acabar con ese frío". En una crítica no favorable, Kenneth Perdiz de Billboard dijo que la canción es "bastante mediocre" como para una "canción de la antorcha". Emilee Lindner de MTV declaró "Grey canta dulce y a la vez dolorosamente a su amante para cometer plenamente, diciéndole" Te conozco, bebé. "Es como si todo se dejara en el pasado y ella sólo quiere estar en el amor sin complicaciones ".

## Video musical
Skylar Grey lanzó un video lírico de la canción el mismo día en que la pista fue lanzada en iTunes para descarga digital. El vídeo lírico cuenta con más de 32,7 millones de visitas en YouTube. El 10 de febrero, Skylar confirmado la puesta en circulación de un video musical visual para la canción, después de publicar una imagen en su cuenta de Instagram. Está previsto que el video musical fuera lanzado exclusivamente en la edición sin censura de la película, en formato Blue Ray, Fifty Shades of Grey el 8 de mayo

## Listas
| Lista (2015)                               | Mejor posición |
| ------------------------------------------ | -------------- |
| Bulgaria (BG Top 40)                       | 37             |
| Canadá (Canadian Hot 100)                  | 80             |
| Hot Canadian Digital Songs (Billboard)     | 28             |
| France (SNEP)                              | 71             |
| Francia Streaming Songs (SNEP)             | 18             |
| Portugal (AFP)                             | 24             |
| UK Singles (Official Charts Company)       | 127            |
| UK Singles Sales (Official Charts Company) | 64             |
| US Billboard Bubbling Under Hot 100        | 11             |
| US Pop Digital Songs (Billboard)           | 34             |